# Herminia Raccagni
Herminia Raccagni Ollandini (Santiago de Chile) es una pianista chilena.

## Biografía
Nació en Santiago el 25 de abril de 1913. Fue hija de Atilio Raccagni y de María Ollandini. Sus estudios musicales los realizó en el Conservatorio Nacional, donde siguió los cursos de piano con Rosita Renard y de composición con Pedro Humberto Allende. En 1932 obtuvo el premio «Orrego Carvallo» por haber sido la mejor alumna de la promoción. Durante su etapa estudiantil fue ayudante de la cátedra de piano. Se tituló como concertista en piano, recibiendo el grado académico de licenciada en interpretación superior en ese instrumento. En 1944 el gobierno de Brasil le concedió una beca para efectuar una gira de conciertos y estudios. Tres años más tarde viajó a Estados Unidos y visitó todas las entidades relacionadas con el arte. Ofreció un concierto en la Unión Panamericana, Washington. Desde 1948 fue profesora de la Facultad de Ciencias y Artes Musicales de la Universidad de Chile.
Actuó como solista de la Orquesta Sinfónica de Chile, presentándose en varias ciudades del país. En 1954 asumió el cargo de directora del Conservatorio Nacional, siendo la primera mujer en ese país que lo desempeñara; su actuación en este cargo se prolongó hasta 1963, año en que fue sucedida por el compositor Carlos Botto. Posteriormente fue decana de la Facultad de Ciencias y Artes Musicales de la Universidad de Chile. Falleció en Santiago el 28 de marzo de 1994.